# Andrzej Rudziński
Andrzej Rudziński (ur. 10 listopada 1910 we Włocławku, zm. 27 listopada 1980 w Warszawie) – polski artysta grafik, profesor warszawskiej Akademii Sztuk Pięknych, uczestnik powstania warszawskiego.

## Życiorys
Urodził się 10 listopada 1910 roku we Włocławku, w rodzinie Stanisława (zm. 1922), robotnika, i Wiktorii z Raczkowskich. Po śmierci ojca rodzina borykała się z trudnościami finansowymi. Brat Andrzeja, Lucjan, został drukarzem. Andrzej rozpoczął naukę w Łodzi, a następnie pracował zarobkowo i uczył się w Warszawie, w Szkole Karola Jana Szlenkiera i w Państwowym Seminarium Nauczycielskim im. Stanisława Konarskiego.
W 1929 roku rozpoczął studia w Miejskiej Szkole Sztuk Zdobniczych i Malarstwa. Był uczniem Edwarda Butrymowicza i Wacława Radwana. Stopień dyplomowanego artysty grafika uzyskał w 1933 roku, po czym pracował w uczelni (do wybuchu II wojny światowej) jako asystent prof. Radwana. W latach 1935–1939 był członkiem Bloku ZAP (od 1937 roku – sekretarzem zarządu). Należał do kolegium redakcyjnego czasopisma „Plastyka”. Przed wybuchem wojny swoje prace prezentował na Pierwszej Ogólnopolskiej Wystawie Grafiki Myśliwskiej (Poznań 1938, Andrzej Rudziński, Józef Pakulski: teka grafik barwnych „Łowy”) oraz na dwóch wystawach zagranicznych, organizowanych przez Blok ZAP (drzeworyty wystawiane w 1939 roku w Londynie i Sztokholmie).
W latach 1939–1944 był nauczycielem w tajnej Szkole Plastycznej i działał w podziemnych organizacjach wojskowych. W 1942 roku został żołnierzem Armii Krajowej. W następnym roku ożenił się z Heleną Latkowską (14 września 1943), również żołnierzem AK (ps. „Czarna Helka”).
W czasie powstania warszawskiego walczył, pod ps. „Wilczyński” i „Wilk”, w Rejonie 4 (Śródmieście północno-zachodnie). Był adiutantem dowódcy rejonu, mjr Stanisława Steczkowskiego (ps. „Zagończyk”) oraz w dowództwie Batalionu Rum. Po upadku powstania przebywał w obozie jenieckim w Murnau (Oflag VII A). Dowództwo AK trzykrotnie uhonorowało Rudzińskiego Krzyżem Walecznych. Został też odznaczony Srebrnym Krzyżem Zasługi z Mieczami.
Po zakończeniu wojny Andrzej Rudziński wrócił do Warszawy (1945) i rozpoczął pracę pedagogiczną w kilku średnich szkołach plastycznych (m.in. w Szkole Plastycznej im. Wojciecha Gersona), a poza tym (od 1948 roku) studiował i pracował w Akademii Sztuk Pięknych. Dyplom ukończenia ASP otrzymał w 1951 roku i na stałe związał się z uczelnią, w której osiągał kolejne stanowiska zawodowe i stopnie naukowe:

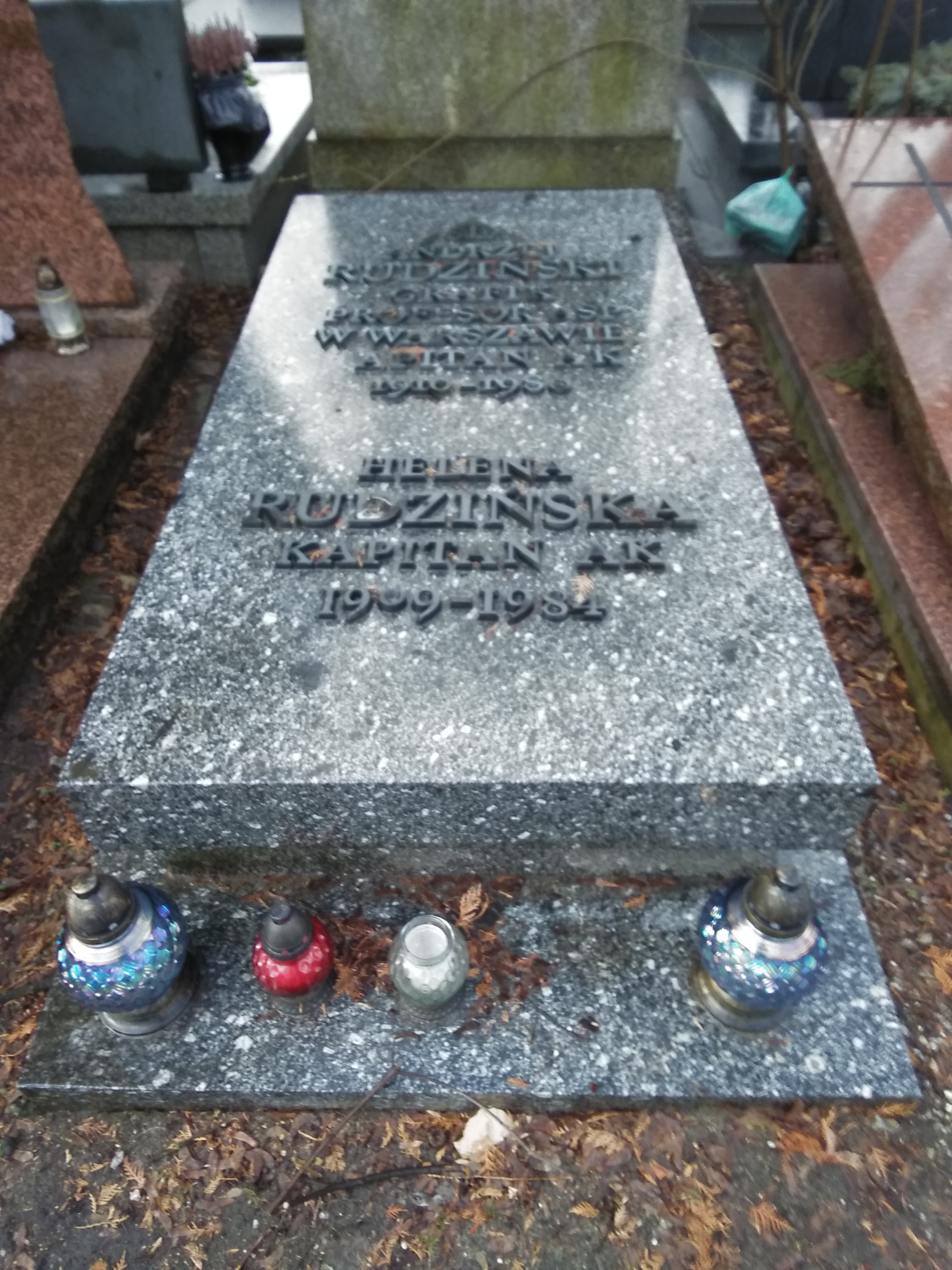
Grób Andrzeja i Heleny Rudzińskich na cmentarzu Wojskowym na Powązkach

- 1948 – wykładowca technik drukarskich,
- 1950 – adiunkt w katedrze grafiki książki,
- 1953 – zastępca profesora w katedrze grafiki książki (kierownik pracowni grafiki książki),
- 1956 – stanowisko docenta,
- 1971 – tytuł profesora nadzwyczajnego.

Pełnił funkcje m.in.:
- prodziekana Wydziału Grafiki,
- kierownika Katedry Grafiki na Wydziale Malarstwa i Rzeźby,
- kierownika Katedry Grafiki Warsztatowej na Wydziale Grafiki.

Przeszedł na emeryturę 30 października 1980 roku.
Zmarł 27 listopada 1980, pochowany na cmentarzu Wojskowym na Powązkach (kwatera 37B-1-22).

## Twórczość
Główne techniki, uprawiane przez Andrzeja Rudzińskiego, to początkowo drzeworyt, a później – ołówek i wklęsłodruki (techniki metalowe kwasorytnicze, warsztatowe – akwaforta, akwatinta, techniki mieszane, w tym grafika barwna).
Wśród drzeworytów przedwojennych wymienia się np.
- „Zmartwychwstanie”,
- „Chrystus”,
- „Ludzie”,
- „Pejzaż ze Szlembarka – chaty”,
- „Chłop za Szlembarka”.

Dominującymi tematami grafik były początkowo polskie krajobrazy, przyroda i sceny z codziennego życia wiejskiego, np. prace wystawiane w 1958 roku na wystawie „Grafika Andrzeja Rudzińskiego”, zorganizowanej przez Wrocławskie Towarzystwo Przyjaciół Sztuk Pięknych:
- rysunki ołówkiem z cyklu „Pejzaże nadwiślańskie”:

„Stara chata” (29,4 × 21 cm), 1953
„Droga we wsi” (29,4 × 21 cm), 1953
„Wieczór” (29,4 × 21 cm), 1953
„Pejzaż słoneczny” (29,4 × 21 cm), 1953
„Pejzaż pochmurny” (29,4 × 21 cm), 1953
„Topola” (32,5 × 27 cm), 1954
„Jabłoń” (32,5 × 27 cm), 1955
- grafiki wykonane techniką metalową:

„Z Podhala” (akwaforta, 25 × 18 cm), 1953
„Młocka” (akwaforta, 35,5 × 25 cm), 1954
„Pszczelarz” (akwaforta, 33 × 41 cm), 1955
„Kaczki w owsie” (technika mieszana, metal, 36 × 35 cm), 1956
„Podwórze” (technika mieszana, metal, 50 × 35 cm), 1957
„Dziewczyna z kurami” (technika mieszana, metal, 65 × 50 cm), 1956
O tych pracach tak pisał Stanisław Dawski (1958):

Znane nam pola i łąki, które tak dobrze pamiętamy z wycieczek lat dziecięcych i z lata ubiegłego, znane nam dobrze drogi i domy, kopiaste stogi i płoty, zwierzęta, piękne i rozrosłe drzewa, jakie widzimy nad Bugiem i Wisłą, codzienna rzeczywistość nasza, wszystko to Artysta widzi, kocha i pokazuje nam piękniej, a realizacje Jego stwarzają nam nowy świat – świat wzruszający swoją poetyką.

W ostatnim okresie twórczości Rudziński często odbiegał od konwencji akwaforty i akwatinty, stosując własne techniki mieszane. Te specyficzne techniki zastosował w przypadku prac z cyklu „Powstanie warszawskie”.
Układy graficzne książek Rudziński opracowywał m.in. dla wydawnictwa Auriga (był jego kierownikiem w latach 1963–1968; zobacz też – Rafał Glücksman), Wydawnictwa Artystyczno-Graficznego (WAG), Państwowego Wydawnictwa Naukowego (PWN), Państwowego Instytutu Wydawniczego (PIW), wydawnictwa Książka i Wiedza i oficyny Sztuka. Spośród przygotowanych do druku książek wyróżnia się:
- albumy, np. Wit Stwosz, Aleksander Gierymski, Stanisław Wyspiański, Noakowski, Dawna polska rzeźba ludowa,
- publikacje z dziedziny historii (w tym historii astronomii), np. Kopernik, Galileusz, Kroniki Długosza.

## Wystawy i nagrody
Prace Andrzeja Rudzińskiego były wystawiane na większości krajowych wystaw grafiki, a ponadto w Szwecji (1939), Wielkiej Brytanii (1939), Danii (1954), Włoszech (1954), ZSRR (1955), Szwajcarii (1955), NRF (1956), Jugosławii (1956), Brazylii (1957), Stanach Zjednoczonych (1956). W 1957 roku odbyły się indywidualne wystawy w Pradze Czeskiej i w Berlinie.
Andrzej Rudziński otrzymał złoty medal na Międzynarodowej Wystawie Malarstwa, Rzeźby i Grafiki w Suzzarro (Włochy, 1954) oraz liczne wyróżnienia i nagrody, m.in. na:
- I Ogólnopolskiej Wystawie Plastyki w Warszawie, 1954 (I nagroda),
- Międzynarodowym Biennale Grafiki w Lublanie, 1955 (I nagroda),
- Międzynarodowej Wystawie Grafiki i Rysunku „Bianco e Nero”, Lugano 1956 (II nagroda),
- Światowej Wystawie Grafiki, Londyn 1962,
- III Ogólnopolskiej Wystawie Grafiki Artystycznej i Rysunku w Warszawie (nagroda II stopnia Ministra Kultury i Sztuki),
- III Biennale Grafiki w Krakowie, 1964 (III nagroda).

Otrzymał też kilka nagród za opracowania edytorskie (Międzynarodowe Wystawy Książki, Lipsk, Moskwa, 1965–1971).
Po śmierci artysty zorganizowano wystawę „Andrzej Rudziński 1910–1980” w warszawskiej „Zachęcie” (listopad – grudzień 1982). Na wystawie prezentowano 76 rysunków, 59 rycin i 23 opracowania edytorskie. Podobna wystawa odbyła się w Koszalinie (1983).
Prace Andrzeja Rudzińskiego znajdują się w zbiorach Muzeum Narodowego w Warszawie, Krakowie, Wrocławiu i Szczecinie oraz w wielu muzeach zagranicznych (np. Bułgaria, Indie, Japonia, Szwajcaria, Szwecja, Wielka Brytania, Włochy).

## Uczniowie z ASP
Byłymi studentami ASP, których nauczycielem był Andrzej Rudziński, są m.in.: Krzysztof Wyzner, Wanda Badowska-Twarowska, Anna Maria Bauer, Andrzej Dworakowski, Andrzej Kalina, Marcin Niziurski, Jan Popek, Irena Snarska, Jacek Sowicki, Zygmunt Szczepankowski, Leon Urbański, Anna Ziaja, Anna Żółtowska.

## Ordery i odznaczenia
- Złoty Krzyż Zasługi (11 lipca 1955)[19]
- Krzyż Walecznych (trzykrotnie)
- Srebrny Krzyż Zasługi z Mieczami
- Medal 10-lecia Polski Ludowej (19 stycznia 1955)[20]